# Rapture (álbum)

Capa do álbum

Rapture' é um álbum de estúdio de Anita Baker, lançado em 1986. Este álbum está na lista dos 200 álbuns definitivos no Rock and Roll Hall of Fame.